# Viktor Miroshnichenko
Viktor Miroshnichenko est un boxeur ukrainien né le 1er décembre 1959 à Donetsk.

## Carrière
Il remporte aux Jeux olympiques d'été de 1980 à Moscou la médaille d'argent dans la catégorie des poids mouches .

## Palmarès

### Jeux olympiques
- Médaille d'argent en -51 kg aux Jeux de 1980 à Moscou,  URSS